# Campeonato Nacional de Rodeo de 1955
El Campeonato Nacional de Rodeo de 1955 fue la séptima versión del Campeonato Nacional de Rodeo, que es el campeonato más importante del rodeo chileno, deporte nacional de Chile. Se disputó por primera vez en Melipilla, Región Metropolitana de Santiago, los días 1, 2 y 3 de abril de 1955 y los campeones fueron Atiliano Urrutia y Santiago Urrutia, quienes montaron a "Marmota" y "Mentita" y realizaron 23 puntos buenos.
Este campeonato fue el primero que ganó el parralino Santiago Urrutia,  quien en los años siguientes se convertiría en uno de los jinetes más destacados tanto en el rodeo como en el movimiento de la rienda.
Los segundos campeones fueron Arturo Ríos y Manuel Bustamante en "Ambicionero" y "Recuerdo" con 23 puntos (perdiendo el desempate por un punto), mientras que los terceros fueron Ramón Cardemil y Ruperto Valderrama en "Sambo" y "Posturita" con 9 puntos.

## Resultados

### Serie de campeones
| Champion 1955 | Champion 1955                       | Champion 1955              | Champion 1955 |
| ------------- | ----------------------------------- | -------------------------- | ------------- |
| Lugar         | Jinetes                             | Caballos                   | Puntaje       |
| 1º            | Atiliano Urrutia y Santiago Urrutia | "Marmota" y "Mentita"      | 23+7          |
| 2º            | Arturo Ríos y Manuel Bustamante     | "Ambicionero" y "Recuerdo" | 23+6          |
| 3º            | Ramón Cardemil y Ruperto Valderrama | "Sambo" y "Posturita"      | 19            |

## Cuadro de honor temporada 1954-1955

### Jinetes
- 1.º Segundo Zúñiga[5]
- 2.º Rodolfo Urbina
- 3.º José Zavala
- 4.º Julio Santos
- 5.º Alberto Ramírez
- 6.º Alberto Marmolejo
- 7.º José Manuel Aguirre
- 8.º Atiliano Urrutia
- 9.º Abelino Mora
- 10.º Ricardo de la Fuente

### Caballos
- 1.º Amanecida y Chiporra
- 2.º Trasnochadora y Chamantina
- 3.º Pichanguero y Prestigio
- 4.º Faustino y Rayo
- 5.º Clarín y Danilo
- 6.º Mentita y Marmota
- 7.º Cuculí y Ojalera
- 8.º Gardenia y Colmado
- 9.º Ponciano y Gitana
- 10.º Regidora y Firmeza